# Hanoverton
Hanoverton est un village situé dans le comté de Columbiana, dans l’État de l’Ohio. Lors du recensement de 2010, sa population s’élevait à 408 habitants.

## Source
- (en) Cet article est partiellement ou en totalité issu de l’article de Wikipédia en anglais intitulé « Hanoverton, Ohio » (voir la liste des auteurs).